# Spiersbachbrücke
Il Spiersbachbrücke (anche noto come Spirsbachbrücke o Hochbrogg che significa "Ponte Alto") è un ponte ad arco in pietra che attraversa il torrente Alter Spiersbach situato a 430 metri sul livello del mare. È utilizzato solo in misura limitata per il trasporto di merci. Il ponte si trova direttamente sul confine tra Austria e Liechtenstein, tra i comuni di Feldkirch (Austria) e Ruggell (Liechtenstein).
Il ponte è fatto di pietre rotte. Dovrebbe avere almeno 250 anni, una data esatta di costruzione non è nota.
Il ponte è stato ristrutturato dalla città di Feldkirch e dal comune di Ruggell nel 2016 al costo di 60.000 euro.